# Concorp
Concorp is een snoepfabrikant uit Oisterwijk en staat voor Confectionery Corporation (zoetwarencorporatie).

## Geschiedenis
In 1960 vonden de eerste handelsactiviteiten plaats met de verkoop van Stimorol-kauwgom onder de naam Klaas Kamphuis NV. In 1970 werd het distributiebedrijf Nedan officieel opgericht, de afkorting van Netherlands Dandy. Dandy was het Deense bedrijf dat Stimorol produceerde.
In 1974 breidde Nedan zijn assortiment uit met de start van de verkoop van Fisherman's Friend in Nederland.
In 1987 wilde het bedrijf eigen producten op de markt brengen en dat werd gedaan door de snoep- en pepermuntfabriek Van Slooten over te nemen, die al sinds 1916 bestaat en haar oorsprong kent in de productie en ontwikkeling van pepermunt. In deze fabriek werd onder andere ook Autodrop gemaakt, drop in de vorm van autobandjes.
In 1994 werd begonnen met de verkoop van Ricola in Nederland en in 1998 kwam Skittles erbij.
In 1999 ontstond het merk Oldtimers, gemaakt in de eigen fabriek in Irnsum, met bekende producten als de Sneker Zoethoudertjes en Scheepsknopen. In 2001 nam het bedrijf de Schuttelaarfabriek over, gespecialiseerd in de productie van Oudhollands suikerwerk en schuim. Naast de naam Nedan kwam ook de naam Concorp International in gebruik, vanwege de toenemende vraag naar en verkoop van snoepgoed in het buitenland.
In 2007 verdween de naam Nedan volledig en werd voor alle divisies de naam Concorp gebruikt. Zo ging de Nederlandse verkoopdivisie verder als Concorp Brands. De productielocaties heetten vanaf toen officieel Concorp Jirnsum en Concorp Waddinxveen.
In 2010 breidde Concorp zijn assortiment nog verder uit met de komst van Loacker, een merk dat luchtige chocolodewafels maakt.

## Concorp Jirnsum
In 1916 werd Van Slooten in Harlingen opgericht door R.G. van Slooten. In deze fabriek werd voornamelijk pepermunt gemaakt. Een aantal jaren later werd aan de Haniasteeg in Leeuwarden een tweede vestiging geopend. Rond 1930 werd de fabriek in Harlingen gesloten en ging men verder in Leeuwarden.
In 1965 rolde de eerste Autodrop van de band in Leeuwarden: een rolletje drop in de vorm van autobandjes. In 1987 maakt Autodrop voor het eerst drop en snoep in de vorm van auto's, met bekende modellen als de Cadillac en Kever. Dit was een besluit van Nedan, die in hetzelfde jaar de Van Slootenfabriek overnam. Van Slooten was inmiddels gevestigd in Irnsum, omdat het op de oude locatie niet meer kon uitbreiden.
Enige jaren later produceerde deze vestiging geen pepermunt meer vanwege de toenemende concurrentie van Fortuin en KING en werd besloten zich volledig te richten op snoep en drop.
In 2007 veranderde de naam van de fabriek Van Slooten in Concorp Jirnsum.

## Concorp Waddinxveen
Fabrikant Schuttelaar werd opgericht in 1918 en is gespecialiseerd in Oudhollands suikerwerk en schuimproducten, zoals schuimkransjes en roomboterwafels. De eerste vestigingsplaats van de fabriek was Gouda. In verband met de sterke groei verhuisde de fabriek na verloop van tijd naar Waddinxveen. In 2001 werd de Schuttelaarfabriek overgenomen door Nedan en in 2007 veranderde de naam van de fabriek in Concorp Waddinxveen.

## Innovaties
De geschiedenis van Concorp kenmerkt zich door innovaties in de snoepbranche. Zo was Concorp de eerste die dropjes in de vorm van autootjes maakten en de eerste die uitdeelzakken op de markt bracht. Meer recent introduceerde Concorp snoepjes en dropjes met een vloeibare vulling, die gemaakt worden met een gepatenteerde technologie. De laatste innovatie op de Nederlandse markt is de introductie van de Ritsers in 2015, een combinatie van drop met melkchocolade.

## Merken
Concorp produceert zelf de volgende merken:
- Autodrop
- Oldtimers
- Schuttelaar
- Van Slooten
- Candy Cars

Daarnaast is Concorp de distributeur in Nederland van:
- Fisherman's Friend
- Skittles
- Loacker